# Esporte Clube Estrela
O Esporte Clube Estrela é um clube brasileiro de futebol do município de Piquete (São Paulo), fundado em 14 de dezembro de 1914. A agremiação já atuou no futebol profissional. Atualmente ocupa o status de clube amador.
O estádio foi inaugurado em 1 de maio de 1937 com o nome de Estádio Fábrica de Pólvora e Explosivos Piquete (F.P.E.P.) e foi ampliado em 1959 e 1974.

## História
A prática do futebol em um campo de futebol as margens da linha férrea Lorena-Benfica no início de 1914 estimulou os esportistas locais a fundarem uma agremiação esportiva. As discussões sobre o clube foram feitos a convite de Fernando Aquino, gerente da Estação Ferroviária Rodrigues Alves, em Piquete.
A reunião, realizada no dia 14 de dezembro, foi coordenada por Jorge Martins. Ele convidou Aquino a presidência da agremiação e, por aclamação dos participantes, o conduziu ao cargo do recém-fundado Estrela Esporte Clube. O nome do clube vem da Vila Militar da Estrela, local onde está situada a sede da agremiação e que foi ligado à Fábrica Fábrica de Pólvora sem Fumaça (que depois foi renomeada para Fábrica Presidente Vargas).
A primeira diretoria eleita foi formada por Ernâni Carpinetti como secretário, Jacynto de Barros como tesoureiro e Martins como capitão do time.  Ao todo, 18 pessoas foram consideradas fundadoras e associadas ao clube, e definiram o preto e branco como as cores oficiais do clube.
Com o surgimento do Estrela, muitos moradores tornaram-se sócios. A maior parte, trabalhadores da Fábrica de Pólvora. O evento que inaugurou o clube aconteceu no dia 17 de fevereiro de 1915, que teve eventos esportivos e festa no Cassino da Estrela.

## Profissionalismo
O time de Piquete conquistou títulos no âmbito regional na categoria amadora, mas buscou as disputas das competições profissionais. Em 1957, disputou pela primeira vez o Campeonato Paulista de Futebol da Terceira Divisão.
Conseguiu acesso à Segunda Divisão em 1959, foi campeão da chave Industrial em 1961 e se manteve nesta divisão até 1975. A última participação foi na seletiva de 1977 para a Quarta Divisão.

## Feitos históricos
Seu grande feito foi realizado na noite de 9 de novembro de 1959 quando, no gramado do Estádio da Fábrica Presidente Vargas, derrotou por 3 X 2 a Seleção brasileira das Forças Armadas (que mais tarde seria campeã sulamericana de seleções militares ao vencer a Argentina em Buenos Aires). Merece destaque o fato de que a Seleção das Forças Armadas era integrada por Pelé, recém-chegado do Mundial da Suécia, por algumas promessas já conhecidas da imprensa e do grande público esportivos (Bataglia e Manoelzinho/Corinthias, Cacalo/Ponte Preta, entre outros), e por algumas promessas que se consagrariam nos anos subsequentes, tais como: Odarci (Bragantino), Nelson (Palmeiras), Lorico (Vasco, Portuguesa, Botafogo de Ribeirão Preto), Parada (Corinthians, Bangu), Valter (São Paulo, Bangu), Clóvis (Corinthians), Dari (Fluminense) e tantos outros. A presença de Pelé movimentou Piquete e região e orgulhou os piquetenses por vencerem a equipe do Rei.
Sob o comando técnico de Adeodato Rodrigues, o Estrela mandou a campo a seguinte equipe: Cobra, Nei, Giba, Zé Pretinho e Batista. Adão e Ilto. Ivo, Ivan Eli e Pingo. Já, o Major Mauricio Cardoso, técnico da Seleção, escalou Odarci, Aloisio, Daniel, Clovis e Nelson. Dari e Valter. Bataglia, Manoelzinho, Pelé e Cacalo. Os gols do Estrela foram marcados por Ivo e dois de Eli e para a Seleção marcaram Manoelziho e Pelé, de pênalti.
A partida teve um toque especial, além da presença de Pelé, que foi seu caráter de quase revanche, considerando que elas haviam se enfrentado meses antes, no mesmo Estádio, num jogo tumultuado, que não chegou ao final do tempo regulamentar, terminando em 2 X 2, sem a presença do Rei Pelé.

## Participações no Campeonato Paulista
- Campeonato Paulista da Segunda Divisão: 1959, 1972, 1973 e 1975
- Campeonato Paulista da Terceira Divisão: 1957, 1958, 1960, 1961, 1962, 1963, 1964, 1965, 1966, 1967, 1968, 1969, 1970 e 1975
- Campeonato Paulista da Quarta Divisão: 1977